# Volley Bergamo 1991 2023-2024
Questa voce raccoglie le informazioni riguardanti il Volley Bergamo 1991 nelle competizioni ufficiali della stagione 2023-2024.

## Stagione
Il Volley Bergamo 1991 partecipa per la terza volta alla Serie A1; chiude la regular season di campionato al dodicesimo posto in classifica, non qualificandosi per i play-off scudetto.

## Organigramma societario
Area direttiva
- Presidente: Chiara Paola Rusconi
- Vicepresidente: Paolo Bolis
- Vicepresidente onorario: Stefano Rovetta
- Amministratore: Andrea Veneziani, Francesco Tammone
- Consigliere: Luigi Sana
- Segreteria: Lucia Moioli

Area tecnica
- Allenatore: Matteo Solforati (fino al 23 novembre 2023), Alberto Bigarelli (dal 23 novembre 2023)
- Allenatore in seconda: Alberto Bigarelli (fino al 23 novembre 2023), Maria Ilaria Donadi (dal 23 novembre 2023)
- Assistente allenatore: Francesco Andreoni
- Scout man: Gianni Bonacina
- Video man: Elia Laise

Area comunicazione
- Addetto stampa: Giorgia Marchesi

Area marketing
- Responsabile marketing: Patrick Lardo

Area sanitaria
- Mental coach: Paola Paggi

## Rosa
| N° | Nome                | Ruolo | Data di nascita   | Nazionalità sportiva |
| -- | ------------------- | ----- | ----------------- | -------------------- |
| 1  | Laura Bovo          | C     | 15 maggio 1996    | Italia               |
| 2  | Audriana Fitzmorris | O     | 30 ottobre 1997   | Stati Uniti          |
| 3  | Olivia Różański     | S     | 5 giugno 1997     | Polonia              |
| 4  | Božana Butigan      | C     | 19 agosto 2000    | Croazia              |
| 5  | Rebecca Scialanca   | L     | 29 maggio 2005    | Italia               |
| 6  | Giada Cecchetto     | L     | 6 giugno 1991     | Italia               |
| 7  | Lorrayna da Silva   | O     | 19 giugno 1999    | Brasile              |
| 9  | Laura Pasquino      | P     | 9 gennaio 2002    | Italia               |
| 10 | Luna Cicola         | L     | 15 gennaio 2004   | Italia               |
| 11 | Stella Nervini      | S     | 10 settembre 2003 | Italia               |
| 13 | Aurora Pistolesi    | S     | 3 giugno 1999     | Italia               |
| 18 | Hanna Hryškevič     | S     | 8 febbraio 2000   | Bielorussia          |
| 19 | Laura Melandri      | C     | 31 gennaio 1995   | Italia               |
| 23 | Giulia Gennari      | P     | 23 giugno 1996    | Italia               |

## Mercato
| Acquisti | Acquisti            | Acquisti                | Acquisti   |
| R.       | Nome                | da                      | Modalità   |
| -------- | ------------------- | ----------------------- | ---------- |
| O        | Audriana Fitzmorris | Cangrejeras de Santurce | definitivo |
| S        | Hanna Hryškevič     | Pro Victoria            | definitivo |
| C        | Laura Melandri      | Casalmaggiore           | definitivo |
| S        | Stella Nervini      | Chieri '76              | definitivo |
| P        | Laura Pasquino      | Volta                   | definitivo |
| S        | Aurora Pistolesi    | Idea Sassuolo           | definitivo |
| S        | Olivia Różański     | Chieri '76              | definitivo |
| L        | Rebecca Scialanca   | Gorle                   | definitivo |

| Cessioni                               | Cessioni          | Cessioni       | Cessioni   |
| R.                                     | Nome              | a              | Modalità   |
| -------------------------------------- | ----------------- | -------------- | ---------- |
| S                                      | Emma Cagnin       | Casalmaggiore  | definitivo |
| O                                      | Giorgia Frosini   | UYBA           | definitivo |
| S                                      | Khalia Lanier     | Imoco          | definitivo |
| S                                      | MacKenzie May     | Budowlani Łódź | definitivo |
| S                                      | Laura Partenio    | Hermaea        | definitivo |
| C                                      | Federica Stufi    | -              | ritirata   |
| P                                      | Sofia Turlà       | Esperia        | definitivo |
| Trasferimenti nel corso della stagione |                   |                |            |
| S                                      | Hanna Hryškevič   | Bandung BJB    | definitivo |
| L                                      | Rebecca Scialanca | Esperia        | definitivo |

## Risultati

### Serie A1

#### Girone di andata
| 1ª giornata - 7 ottobre 2023 PalaRadi, Cremona                              | Casalmaggiore   | 2 - 3 | Bergamo 1991 | 25-20, 23-25, 23-25, 25-14, 11-15 |
| 2ª giornata - 15 ottobre 2023 PalaFacchetti, Treviglio                      | Bergamo 1991    | 1 - 3 | Megavolley   | 25-15, 25-27, 23-25, 23-25        |
| 3ª giornata - 22 ottobre 2023 PalaWanny, Firenze                            | Firenze         | 3 - 0 | Bergamo 1991 | 25-23, 25-22, 25-22               |
| 4ª giornata - 28 ottobre 2023 PalaFacchetti, Treviglio                      | Bergamo 1991    | 2 - 3 | Cuneo Granda | 20-25, 25-17, 25-19, 22-25, 14-16 |
| 5ª giornata - 1º novembre 2023 PalaFacchetti, Treviglio                     | Bergamo 1991    | 1 - 3 | Pro Victoria | 23-25, 22-25, 25-20, 18-25        |
| 6ª giornata - 4 novembre 2023 Palazzetto dello Sport, Roma                  | Roma Club       | 3 - 0 | Bergamo 1991 | 25-21, 25-21, 25-22               |
| 7ª giornata - 11 novembre 2023 PalaFacchetti, Treviglio                     | Bergamo 1991    | 2 - 3 | Chieri '76   | 25-23, 23-25, 25-18, 15-25, 11-15 |
| 8ª giornata - 19 novembre 2023 PalaFacchetti, Treviglio                     | Bergamo 1991    | 0 - 3 | Imoco        | 15-25, 22-25, 17-25               |
| 9ª giornata - 26 novembre 2023 Palazzetto dello Sport, Villafranca Piemonte | Pinerolo        | 3 - 2 | Bergamo 1991 | 22-25, 26-24, 19-25, 26-24, 15-10 |
| 10ª giornata - 3 dicembre 2023 PalaFacchetti, Treviglio                     | Bergamo 1991    | 3 - 0 | Trentino     | 28-26, 25-16, 25-16               |
| 11ª giornata - 9 dicembre 2023 PalaPiantanida, Busto Arsizio                | UYBA            | 3 - 1 | Bergamo 1991 | 25-27, 25-15, 26-24, 25-22        |
| 12ª giornata - 16 dicembre 2023 PalaFacchetti, Treviglio                    | Bergamo 1991    | 0 - 3 | AGIL         | 23-25 15-25 20-25                 |
| 13ª giornata - 23 dicembre 2023 PalaWanny, Firenze                          | Savino Del Bene | 3 - 0 | Bergamo 1991 | 25-11, 25-21, 25-14               |

#### Girone di ritorno
| 14ª giornata - 26 dicembre 2023 PalaFacchetti, Treviglio | Bergamo 1991 | 3 - 1 | Casalmaggiore   | 25-23, 25-19, 19-25, 25-18        |
| 15ª giornata - 6 gennaio 2024 PalaCampanara, Pesaro      | Megavolley   | 3 - 1 | Bergamo 1991    | 25-20, 22-25, 25-18, 25-13        |
| 16ª giornata - 14 gennaio 2024 PalaFacchetti, Treviglio  | Bergamo 1991 | 2 - 3 | Firenze         | 25-22, 29-27, 11-25, 19-25, 16-18 |
| 17ª giornata - 21 gennaio 2024 PalaCastagnaretta, Cuneo  | Cuneo Granda | 1 - 3 | Bergamo 1991    | 22-25, 25-15, 23-25, 27-29        |
| 18ª giornata - 28 gennaio 2024 Palalido, Milano          | Pro Victoria | 3 - 1 | Bergamo 1991    | 25-19, 23-25, 25-20, 25-19        |
| 19ª giornata - 4 febbraio 2024 PalaFacchetti, Treviglio  | Bergamo 1991 | 1 - 3 | Roma Club       | 20-25, 25-17, 19-25, 21-25        |
| 20ª giornata - 11 febbraio 2024 PalaMaddalene, Chieri    | Chieri '76   | 3 - 0 | Bergamo 1991    | 25-20, 29-27, 25-22               |
| 21ª giornata - 25 febbraio 2024 PalaVerde, Villorba      | Imoco        | 3 - 0 | Bergamo 1991    | 25-17, 25-14, 25-21               |
| 22ª giornata - 2 marzo 2024 PalaFacchetti, Treviglio     | Bergamo 1991 | 1 - 3 | Pinerolo        | 20-25, 25-11, 18-25, 24-26        |
| 23ª giornata - 20 marzo 2024 PalaTrento, Trentino        | Trentino     | 1 - 3 | Bergamo 1991    | 25-22, 20-25, 27-29, 19-25        |
| 24ª giornata - 10 marzo 2024 PalaFacchetti, Treviglio    | Bergamo 1991 | 1 - 3 | UYBA            | 25-18, 20-25, 18-25, 17-25        |
| 25ª giornata - 17 marzo 2024 PalaTerdoppio, Novara       | AGIL         | 3 - 0 | Bergamo 1991    | 25-22, 25-17, 25-14               |
| 26ª giornata - 24 marzo 2024 PalaFacchetti, Treviglio    | Bergamo 1991 | 2 - 3 | Savino Del Bene | 25-21, 25-22, 19-25, 17-25, 9-15  |

## Statistiche

### Statistiche di squadra
| Competizione | Punti | In casa | In casa | In casa | In trasferta | In trasferta | In trasferta | Totale | Totale | Totale |
| Competizione | Punti | G       | V       | P       | G            | V            | P            | G      | V      | P      |
| ------------ | ----- | ------- | ------- | ------- | ------------ | ------------ | ------------ | ------ | ------ | ------ |
| Serie A1     | 19    | 13      | 2       | 11      | 13           | 3            | 10           | 26     | 5      | 21     |
| Totale       | -     | 13      | 2       | 11      | 13           | 3            | 10           | 26     | 5      | 21     |

G = partite giocate; V = partite vinte; P = partite perse

### Statistiche dei giocatori
| Giocatore     | Serie A1 | Serie A1 | Serie A1 | Serie A1 | Serie A1 | Totale | Totale | Totale | Totale | Totale |
| Giocatore     | P        | PT       | AV       | MV       | BV       | P      | PT     | AV     | MV     | BV     |
| ------------- | -------- | -------- | -------- | -------- | -------- | ------ | ------ | ------ | ------ | ------ |
| L. Bovo       | 9        | 20       | 9        | 5        | 6        | 9      | 20     | 9      | 5      | 6      |
| B. Butigan    | 26       | 214      | 127      | 82       | 5        | 26     | 214    | 127    | 82     | 5      |
| G. Cecchetto  | 26       | 0        | 0        | 0        | 0        | 26     | 0      | 0      | 0      | 0      |
| L. Cicola     | 20       | 3        | 0        | 0        | 3        | 20     | 3      | 0      | 0      | 3      |
| L. da Silva   | 24       | 379      | 344      | 15       | 20       | 24     | 379    | 344    | 15     | 20     |
| A. Fitzmorris | 16       | 14       | 4        | 3        | 4        | 16     | 14     | 4      | 3      | 4      |
| G. Gennari    | 26       | 109      | 43       | 53       | 13       | 26     | 109    | 43     | 53     | 13     |
| H. Hryškevič  | 26       | 340      | 292      | 28       | 20       | 26     | 340    | 292    | 28     | 20     |
| L. Melandri   | 23       | 154      | 98       | 48       | 8        | 23     | 154    | 98     | 48     | 8      |
| S. Nervini    | 25       | 192      | 170      | 11       | 11       | 25     | 192    | 170    | 11     | 11     |
| L. Pasquino   | 22       | 8        | 2        | 4        | 2        | 22     | 8      | 2      | 4      | 2      |
| A. Pistolesi  | 24       | 23       | 19       | 3        | 1        | 24     | 23     | 19     | 3      | 1      |
| O. Różański   | 26       | 159      | 139      | 13       | 7        | 26     | 159    | 139    | 13     | 7      |
| R. Scialanca  | 0        | 0        | 0        | 0        | 0        | 0      | 0      | 0      | 0      | 0      |

P = presenze; PT = punti totali; AV = attacchi vincenti; MV = muri vincenti; BV = battute vincenti